# Brandstadl I & II
De Brandstadlbahn is een gondelbaan gebouwd in 2002 door Doppelmayr en CWA Construction voor de Bergbahnen Scheffau, onderdeel van de Skiwelt Wilderkaiser Brixental. De kabelbaan is  een vervanging van een tweepersoons stoeltjeslift die niet meer toereikend was en de Bergbahn Scheffau die te druk werd. Dit kwam doordat Scheffau ongeveer in het midden van het skigebied ligt en men zeer makkelijk in de andere delen kan komen.

## Prestaties
De kabelbaan is 3255 meter lang en overwint een hoogteverschil van 983 meter. De kabelbaan is ondanks zijn lange lengte niet de langste kabelbaan van de skiwelt. Dit komt doordat er een middelstation tussen zit en de gondel op een andere kabel gaat, dat tweede deel heet de Brandstadl 2.